# Po świecie krąży widmo
Po świecie krąży widmo (niem. Ein Gespenst geht um in der Welt) to utwór Luigi Nono skomponowany w 1971 roku.
Dzieło zostało zadedykowane Angeli Davis, Bobby'emu Seale i Erice Huggins. Powstało z inspiracji Manifestu komunistycznego Marksa i Engelsa, cytując dosłownie między innymi teksty Międzynarodówki oraz pieśni Bandiera Rossa. Sam tytuł kompozycji nawiązuje wprost do Manifestu..., zaczynającym się słowami: Widmo krąży po Europie - widmo komunizmu... (Ein Gespenst geht um in Europa – das Gespenst des Kommunismus).
Utwór, jednoczęściowy, napisany został na głos solowy (sopran) chór i orkiestrę. Jego cechą charakterystyczną są bardzo skontrastowane rytmy, które przez kompozytora zostały użyte jako środek podniesienia ekspresyjności tekstu. Nono w ciekawy sposób potraktował partię chóru, rozmieszczając zespół wzdłuż przejść na sali koncertowej, co miało umożliwić objęcie dźwiękiem całej publiczności. Chórzyści stoją na specjalnych podiach wyniesionych co najmniej na 1 m.
Utwór stał się inspiracją m.in. dla zespołu Elektryczne Gitary, który skomponował utwór Widmo Krąży.